# Линейные корабли типа «Кавати»
«Кавати» (яп. 河内, англ. Kawachi, в некоторых русскоязычных источниках «Кавачи») — тип линкоров Императорского флота Японии. Всего было построено два корабля этого типа — «Кавати» (河内, Kawachi) и «Сэтцу» (摂津, Settsu).

## Конструкция
Конструкция линкоров типа «Кавати» опиралась на конструкцию турбинного полудредноута «Аки», который в свою очередь был усовершенствованным вариантом броненосца «Сацума». Было принято расположение, аналогичное «Аки», но с заменой шести бортовых 254-мм двухорудийных башен на четыре 305-мм. Все орудия должны были иметь длину 45 калибров.
Мореходность этих кораблей была хуже, чем у «Цукубы» и «Курамы». Высота надводного корпуса в средней части равнялась 5 м. Заливаемость носовой части у «Кавати» оказалась сильнее, чем у «Сэтцу» с его кпиперным форштевнем.

### Вооружение
Главный калибр состоял из орудий двух типов. В носовой и кормовой башне было установлено по два 305-мм орудия длиной в 50 калибров которые были заказаны у английской фирмы Armstrong Whitworth. На каждом борту были установлены две башни с более короткими (45 калибров) 305-мм орудиями японского производства. Бортовые орудия обычно заряжались при угле возвышения 5 °, хотя могли заряжаться любой угол от 0 ° до + 13 °. Эти орудия имели возвышение от −5 ° до + 25 °. Такой состав и расположение главного калибра считается неудачным. Во-первых, из-за расположения бортовых башен, на одну цель можно было навести максимум 8 из 12 орудий главного калибра. Во-вторых, снаряды из коротких и длинных орудий летят по разным траекториям, что осложняет пристреливание при одновременной стрельбе из орудий разной длины. Это нарушает один из основных постулатов принципа «только большие пушки» — унифицированность, что делает серию скорее промежуточной между броненосцами и линкорами, как и «Аки» с «Сацума», но ближе к линкорам.
Вооружение среднего калибра состояло из десяти 152-мм орудий. 152-мм орудия были защищены 152-мм броней.
Противоминная артиллерия состояла из восьми 120-мм и 16 76-мм орудий.

### Бронирование
Главный броневой пояс: броня Круппа толщиной в 305 мм в средней части бортов.
Толщина брони измерялась в «весовых дюймах». Один «весовой дюйм» соответствовал броневой плите весом 40 фунтов на кв. фут, имевшей толщину 24,9 мм или листу сименс-мартеновской стали весом 40 фунтов на кв. фут толщиной 25,1 мм (из-за их разной плотности). Эти величины весьма близки к одному дюйму (25,4 мм). «Весовые дюймы» были удобны из-за принятой практики заказа материалов на вес. Так, заказ 12-дюймовых плит означал заказ плит весом 480 фнт./кв.фут. Плиты из никелевой стали напрямую специфицировались в фунтах, например, для «Кавати» заказывались плиты толщиной фунтах (то есть весом например 45 фнт./кв. фут). Следует также отметить, что технология того времени не позволяла производить толстые плиты очень точно, погрешности по толщине часто составляли 2-3 %. Спецификации по изготовлению брони для фирм-производителей предусматривали некоторый допустимый диапазон отклонений от номинальной толщины. Поэтому толщины брони, особенно выраженные в миллиметрах, являются в определённой степени условными.

### Энергетическая установка
На линкорах была установлена двухвальная паротурбинная установка мощностью 25 000 л. с. (18,387 МВт), включающая две турбины системы Кёртиса с прямым приводом. По проекту она должна была обеспечивать максимальную скорость хода 20 узлов при 245 об/мин. Общая масса энергетической установки (без учёта топлива) составляла 2033 тонн на «Кавати» и 2073 тонны на «Сэтцу», удельная мощность — 7,55 л. с. /тонна.
Изначально планировалось установить на линкоры активные турбины системы Кёртиса с 7 ступенями переднего хода и 2 заднего, аналогично установленным на линкоре «Аки» и броненосном крейсере «Ибуки». Однако в 1908 году через военно-морского атташе в США стало известно о появлении улучшенных модификаций турбин, позволяющих снизить расход топлива и уменьшить размеры подшипников валов. В результате линкоры типа «Кавати» получили турбины Кёртиса мощностью 12 500 л. с. с 15 ступенями переднего хода (из них 6 ступеней высокого давления представляли собой отдельные диски, а 9 ступеней низкого давления были объединены в один барабан) и 2 ступенями заднего. Диск первой ступени высокого давления имел 4 ряда лопаток, последующих 5 — по 3, а 9 ступеней низкого давления, объединённых в барабан — по 2. Аналогично турбинам «Аки» и «Ибуки» первая ступень имела расширяющиеся форсунки, а остальные ступени параллельные, но коэффициент расширения у первой ступени возрос до 1,177 по сравнению с 1,13 на «Ибуки». Диски ступеней имели диаметр 3,581 м, диаметр турбины по кожуху составлял 4,317 м, а максимальная её ширина в месте крепления в месте крепления внутренней и внешней оболочек достигала 4,93 м. Турбины были установлены в двух машинных отделениях длиной 18,29 м и общей площадью 307,64 м², разделённых продольной переборкой.
Отработанный пар собирался в двух конденсаторах, которые на кораблях несколько различались. Конденсаторы «Кавати» имели общую охлаждаемую площадь 1254 м² и включали 5695 охлаждающих трубок, со скоростью потока воды 2,4 м/с и его максимальной величиной в 7150 тонн/ч. На «Сэтцу» конденсаторы имели площадь 1115 м², включая 5060 трубок с скоростью потока 2,72 м/с и его максимальной величиной 7200 тонн/ч. В обоих случаях использовалась система центробежных насосов, к которой вернулись после опыта применения системы центробежных и вакуумных насосов на «Ибуки», показавшей себя не очень эффективной. По проекту расход пара в турбинах должен был составлять 6,57 кг/л. с. в час, на испытаниях «Кавати» же была достигнута ещё более низкая величина — 6,13 кг/л. с. в час, показавшую его высокую экономичность с точки зрения потребления пара. В то же время для заднего хода расход оказался очень высоким — 13,76 кг/л. с. в час при мощности 12 835 л. с. (проектная 10 500 л. с.).
Па́ром турбины питали шестнадцать (восемь односторонних и восемь двухсторонних) водотрубных котлов с трубками большого диаметра и со смешанным отоплением конструкции Миябара. Рабочее давление перегретого пара (перегрев на 12° Цельсия относительно насыщенного) — 19,3 кгс/см². Суммарная площадь нагревательной поверхности котлов составляла 4973,27 м². Разработанные вице-адмиралом Дзиро Миябара котлы имели сравнительно простую конструкцию из горизонтальных барабанов для воды и пара, соединённых слегка изогнутыми трубками; японский флот ценил их за прочность, отсутствие утечек, большое количество теплоносителя и эффективную его циркуляцию. Котлы были размещены продольно в трёх машинных отделениях: в среднем и носовом длиной по 10,36 м и шириной 16,46 м находились по четыре двухсторонних котла, в кормовом длиной 10,97 м — восемь односторонних. Общая площадь котельных отделений — 522,29 м². Дымоходы каждого из котельных отделений сводились в отдельную дымовую трубу, из-за занятого барбетами и погребами бортовых башен пространства между носовым и средним котельными отделениями корабли получили уникальный для японского флота трёхтрубный силуэт с большим расстоянием между первой и второй дымовыми трубами. Запасы топлива включали до 2300 тонн угля (нормальный запас 1100 тонн) в бункерах и 400 тонн мазута в цистернах. Данная пропорция, вероятно, появилась из-за высокой стоимости нефтепродуктов в то время, что позволяло лишь ограниченно использовать их для отопления котлов.
Линкоры имели два трёхлопастных гребных винта диаметром по 4,06 м, с шагом 3,15 м, площадью развёртки лопасти 6,86 м² и с проектной частотой оборотов в 245 раз в минуту. Из-за большого размера турбин расстояние между опорами гребных валов составило 6,933 м, что приводило к заметной деформации валов при простое, также наблюдался повышенный нагрев подшипников при работе — два основных изъяна этой паротурбинной установки. Правый винт вращался валом по часовой стрелке, а левый — в обратную сторону. За винтами находился один полубалансирный руль площадью 28,37 м².
| Результаты ходовых испытаний линкоров | Результаты ходовых испытаний линкоров | Результаты ходовых испытаний линкоров | Результаты ходовых испытаний линкоров |
|                                       | Водоизмещение, тонн                   | Мощность силовой установки, л. с.     | Скорость, узлов                       |
| ------------------------------------- | ------------------------------------- | ------------------------------------- | ------------------------------------- |
| «Кавати»                              | 20 823                                | 30 399                                | 21,024                                |
| «Сэтцу»                               | 21 443                                | 32 200                                | 21,008                                |

Электроэнергетическая система включала четыре генератора по 176 КВт и два по 88 КВт, вырабатывавших постоянный ток с напряжением 110 В. Генераторы на 176 КВт находились попарно в двух генераторных отсеках: по правому борту от носовой башни ГК и по левому борту от кормовой, симметрично с ними находились отсеки гидравлических насосов. Дополнительно имелся генератор на 25 КВт, питающий бортовое радиооборудование.

## Служба
Головной корабль «Кавати» — заложен 1 апреля 1909, спущен на воду 15 октября 1910, введен в строй 31 марта 1912. Играл второстепенную роль в Первой мировой войне. 12 июля 1918 затонул после взрыва порохового погреба.
«Сэтцу» — заложен 18 января 1909, спущен на воду 30 марта 1911, введен в строй 1 июля 1912. Играл второстепенную роль в Первой мировой войне. Выведен из состава флота в 1924. Практически до конца Второй мировой войны служил радиоуправляемым кораблем-мишенью.